# Philippe Pigouchet
 Philippe Pigouchet  était un imprimeur-libraire et graveur sur bois français du XVe siècle.

## Biographie
Peu de choses sont connues sur les origines de Pigouchet. Pendant dix-huit ans, il travailla avec l'imprimeur Simon Vostre pour produire des centaines de livres d'heures. Son gendre, Pierre Attaingnant, lui succède comme imprimeur et devint imprimeur et libraire du Roy en musique.
Les illustrations de Pigouchet sont vraisemblablement une des sources qui ont servi de modèle aux sculpteurs d’ivoires sapi-portugais de la même époque.

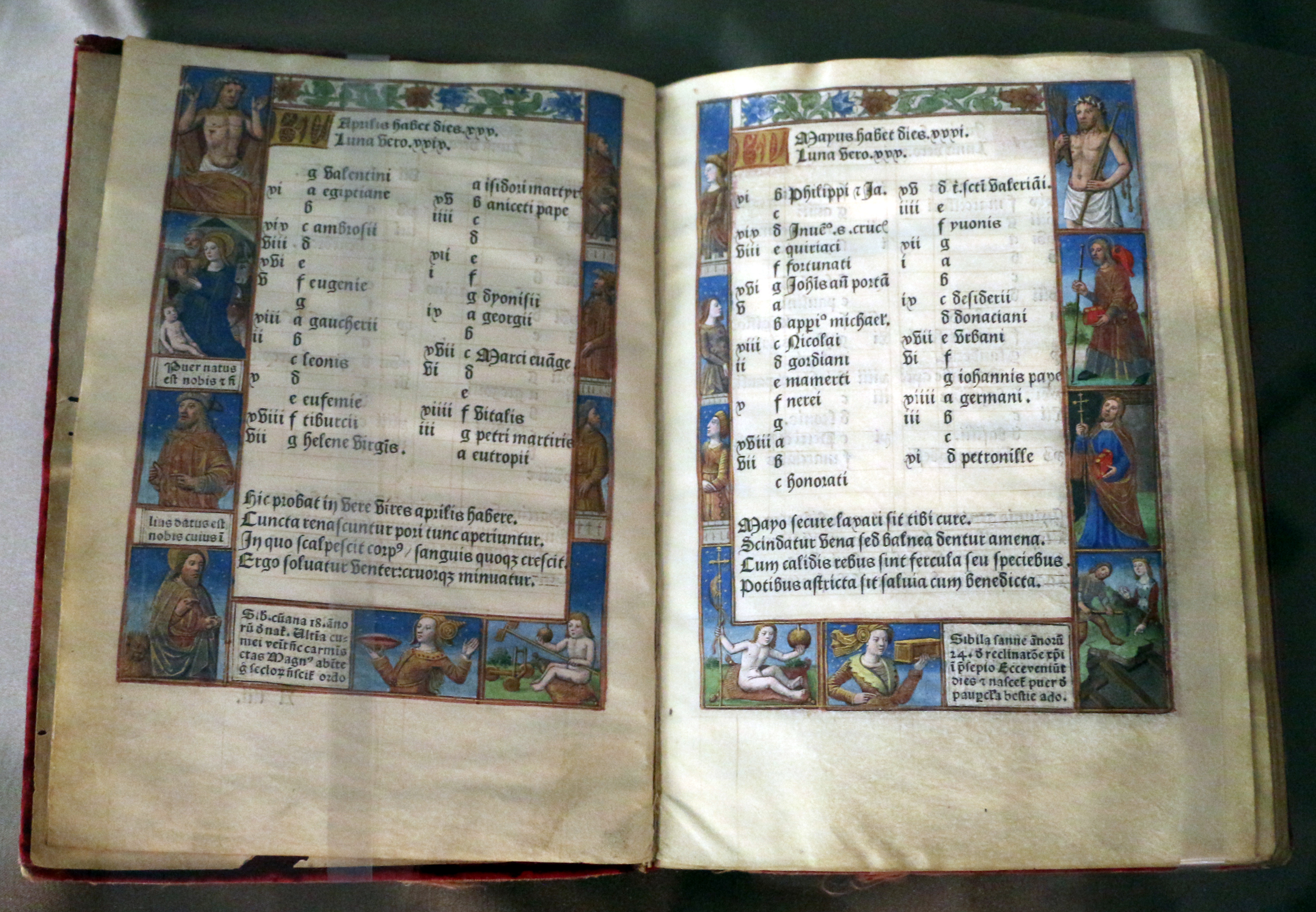
Livre d'heures, mai, paris, frères de marnef (1491).